# Martes americana abietinoides
Martes americana abietinoides es una subespecie de  mamíferos carnívoros  de la familia Mustelidae,  subfamilia Mustelinae.

## Distribución geográfica
Se encuentran en Norteamérica: la Columbia Británica.